# Bulanık, Üzümlü
Bulanık là một xã thuộc huyện Üzümlü, tỉnh Erzincan, Thổ Nhĩ Kỳ. Dân số thời điểm năm 2010 là 26 người.